# グレート・イースタン本線

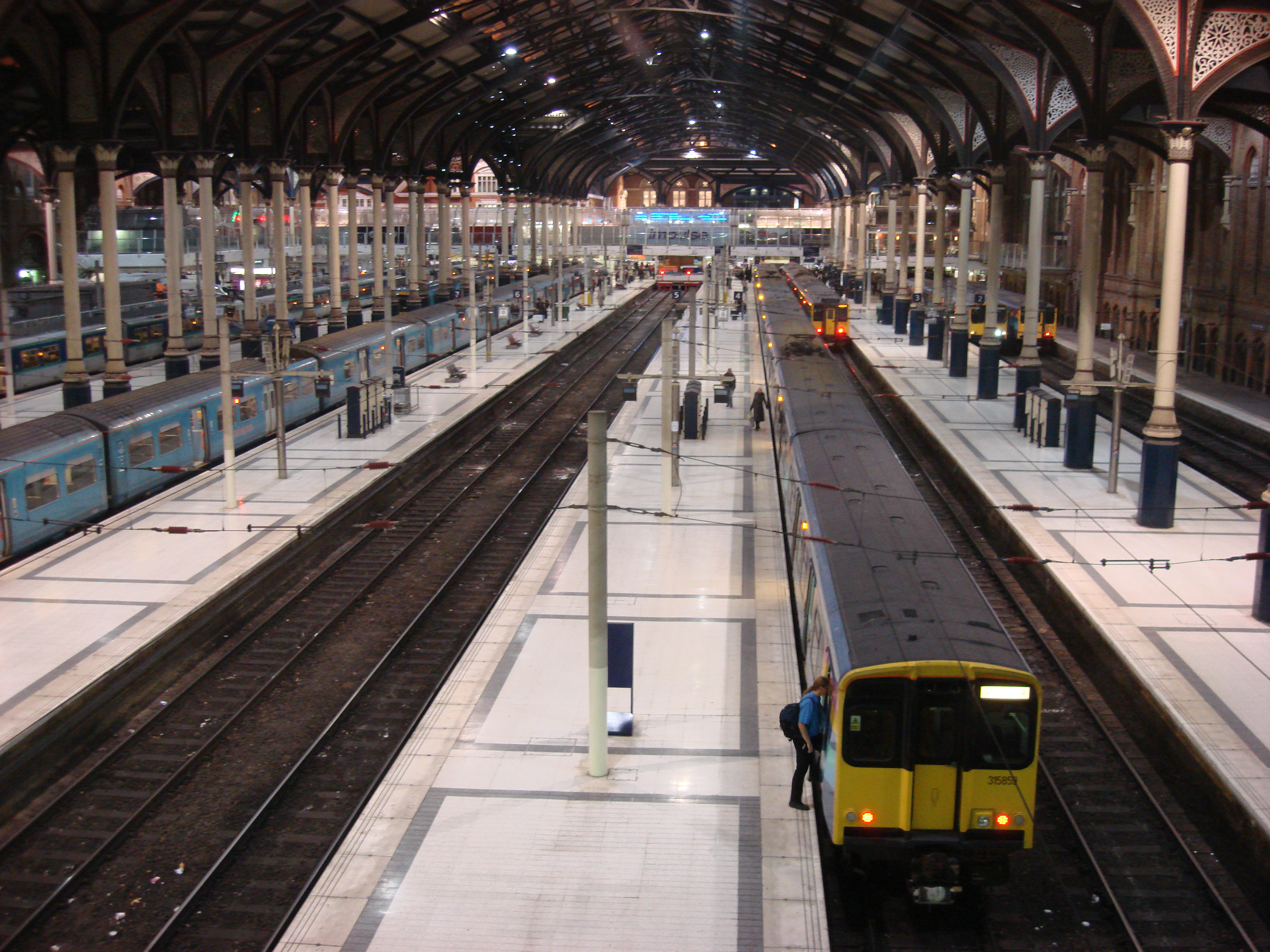
リバプール・ストリート駅

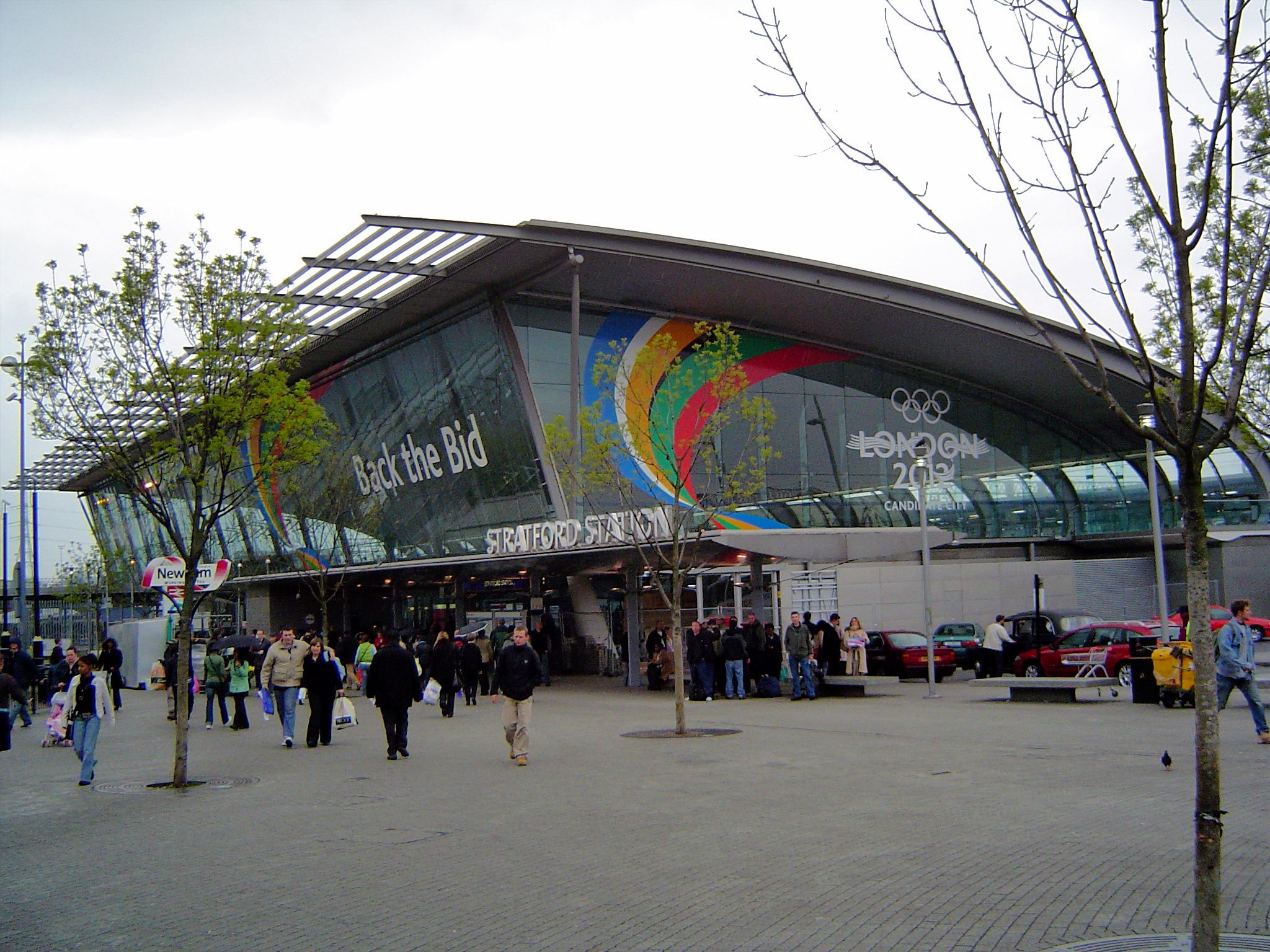
ロンドン・オリンピック会場の最寄となるストラトフォード駅

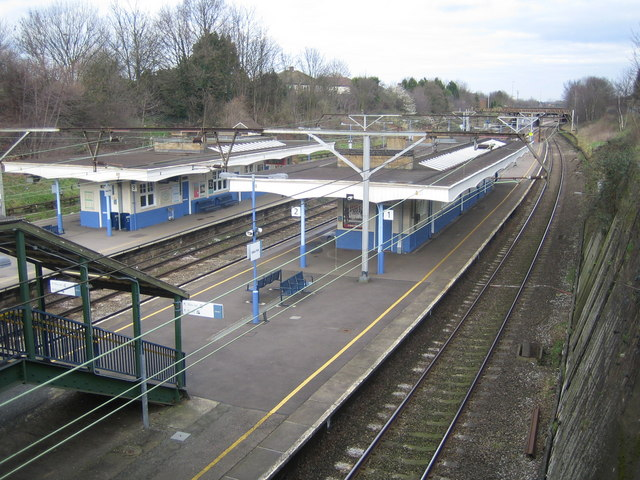
ロンドンよりは複々線で構成される。

グレート・イースタン本線（Great Eastern Main Line、「GEML」）は、イギリス鉄道の幹線鉄道路線である。ロンドン都心部とイースト・オブ・イングランド（イングランド東部地域、グレート・ブリテン島東部）とを結ぶ。

## 概要
シティ・オブ・ロンドンにあるターミナル駅のリバプール・ストリート駅からイプスウィッチ、ノリッジ、およびイースト・オブ・イングランドの海岸沿いのリゾート地とを結ぶ。この路線は主として通勤路線かつレジャー客を輸送する路線であり、また貨物列車のルートでもある。
路線はロンドンから途中のシェンフィールド駅までは基本的に列車線（急行線）と電車線（緩行線）の複線がそれぞれある複々線で構成される。前者はインターシティ（特急列車）とロンドン近郊の外まで走る列車が、後者は近距離の普通列車が使用する。近距離列車が走らないシェンフィールド駅以遠は複線となる。

## 歴史
この路線の最初の区間はEastern Counties Railway (ECR) により建設され、1839年よりマイル・エンドとロムフォードとの間で運行を開始した。
1874年にリバプール・ストリート駅が開業するまでは、ビショップスゲート駅（最初はShoreditch駅という駅名であった）がロンドンのターミナルであった。
1862年、ECRは他の鉄道会社と合併し、グレート・イースタン鉄道となった。この鉄道は、1923年の輸送法によってロンドン・アンド・ノース・イースタン鉄道へと「グループ化」された。その後1948年にイギリス在来線の国有化により、イギリス国鉄のイースタン・リージョンの一部となった。
1986年には、ネットワーク・サウスイーストの一部となった。
民営化後はナショナル・レールに属し、1997年1月5日～2004年3月31日の間は、近距離列車（近郊列車、suburban service）および中距離列車 (medium distance service) はファースト・グレート・イースタンが運行し、対して急行線を走る列車 (fast mainline service) はアングリア・レールウェイズが運行していた。2004年以降はほぼ全ての列車をナショナル・エクスプレス・イースト・アングリアが運行している。

## 設備
この路線はネットワーク・レールが保有・保守管理を行っている。

### 電化方式
本線は交流2万5千ボルト・架空電車線方式（架線方式）により電化され、ロムフォード電気制御室（Romford Electrical Control Room）で制御されている。支線であるアップミンスター、サウスエンド・ヴィクトリア、サウスミンスター、ブレントリー、クラクトン、Frintonおよびハーウィッチ・タウンへの各路線もまた同様である。
1930年代にはLNERにより、リバプール・ストリート駅からシェンフィールドまでの近郊区間わ直流1500ボルトで電化する計画が立てられ、工事が始められていた。しかし、第二次世界大戦の開始により計画は一時中止とされ、1949年まで完成しなかった。その後1956年にはChelmsfordまで延伸し、最終的に1986年にノリッジまで完成した。
イギリス国鉄の1955年の近代化計画はグレート・ブリテン島の架線方式を交流2万5千ボルトで標準化するよう要求し、GEは1960年11月4日～6日にかけて転換された。
ロムフォード～Chadwell Heathの間で、小さなNetwork Rail OLE depotがJutsums Lane陸橋に隣接している。さらに、車両基地のロンドン側の端には、ネットワーク・レールの電気制御室（Electrical Control Room）があり、電気の供給とかつてのアングリア・リージョン全体へのOHLシステムの変更を制御している。

### 信号方式
信号はリバプール・ストリートIECC（1992年使用開始）およびコルチェスターPSB（1983年12月使用開始）の2つの信号コントロール・センターにより制御されている。ロバプール・ストリートIECCはマークス・テイまでの信号をコントロールし、以遠はノリッジまでCコルチェスターPSBが管轄する。また、特定地域のみを管轄する小さな信号扱所もいくつかあり、その中にはIngatestone boxのように複数の場所の分岐点にわたり管轄区域を持つものもある。
リバプール・ストリートIECCは、ベスナル・グリーン（1997年廃止）、ボゥ（（1996年廃止）、ストラトフォード (GE panel closed 1997) 、イルフォード（1996年廃止）、ロムフォード（1998年廃止）、ギデア・パーク（1998年廃止）、シェンフィールド（1992年廃止）、およびチェルムズフォード（1994年廃止）を置き換えたものである。システムはBR Mark 3 solid state interlockings（顕著に4灯式信号 (four-aspect signals) およびGEC-Alsthom HW2000とSmiths clamp-lock point machinesの組み合わせ）を使用する。
リバプール・ストリートIECCへの移転により最初に廃止された信号扱所はシェンフィールドにある（1982年に使用開始したばかりの）ものであった。移転された最後の信号扱所はロムフォードとギデア・パークにあるものであった。これらは移転されたものの中で最も古いもので、GERおよびLNERの1924年の信号改良計画 (resignalling scheme) により使用開始したものである。

### 配線構造
リバプール・ストリート駅を出ると、路線は列車線（本線、the Mains、急行線）と電車線 (the Electrics、緩行線) として知られる2組の複線（複々線）により構成される。また、ベスナル・グリーン・ジャンクションまではGEに沿ってウェスト・アングリア本線の列車が走る複線の「近郊線（サブアーバンズ、Suburbans）」も敷設されている。GEの列車が「Suburbans」を使用することも可能であるが、リバプール・ストリート駅のプラットホームの配置の関係からこれは非常にまれである。
ベスナル・グリーンで「Suburbans」と別れると、GEはボウ・ジャンクションまで4本の線路を有する。ボウ・ジャンクションには複雑なポイント・平面交差群 (a complex set of switches and crossings)がある。LTS線からの電化線路がロンドン側から合流し、さらにその後に別にノース・ロンドン線、テンプル・ミルズおよびソーントン・フィールズ車庫 (Thornton Fields Carriage Sidings) へ向かう2本の線路がテンプル・ミルズ方面へデルタ線形状で分岐・合流を行う。
テンプル・ミルズへの分岐点からストラトフォードのロンドン側の端までの間には6本の線路（三複線）があり、ストラトフォード駅を5本の線路で通過した後、駅の郊外側の端から線路は4本（複々線）となる。
シェンフィールドではサウスエンド・ヴィクトリアへの線路を分岐し、複々線から複線となる。以降は終点のノリッジまでほとんどの区間が複線のままとなる。ただしこの区間では、コルチェスターやイプスウィッチのような通過列車が多い駅 (predominantly through stations) には、（Ingatestoneのロンドン側にあるような貨物用待避線 (goods loops) と共に）2本以上の線路があることがしばしばある。

#### 立体交差の整備
1930年代までは、ロンドンまでやってきた列車線の列車がリバプール・ストリート駅の西側の長い方のホームを利用するには、同駅の入口で近郊列車と平面交差する必要があったが、これを解消するため、1930年代にイルフォード駅のすぐ西に列車線と電車線を入れ替える立体交差用の高架線路が作られた。
この新しい構造により、ストラトフォード駅ではセントラル線（1946年に開通）とのcross-platform interchange（同一ホームでの乗り換え？）が容易になった。イルフォード立体交差 (Ilford Flyover) には、そのどちらの側でも単線の連絡線が立体交差の脇を進み、急行線・緩行線の間を結ぶ。西行きの線路はマナー・パーク駅のすぐ西側まで伸びる。マナー・パーク駅の線路には5番目の短いホームが設けられているが、通常は使用されていない。東行きの線路はイルフォード駅まで伸び、同駅の5番目のホーム（頭端式ホーム）につながっており、限られた数の旅客列車が使用する。
また、サウスエンド・ヴィクトリア方面に向かう列車が列車線から電車線へ移る（転線する）ための立体交差を、Gidea Park Carriage Sidingsの郊外側に建設することもまた考えられていた。現在はその代わりに、シェンフィールドのロンドン側の分岐点で列車は移っている。

### 車両
列車運行会社により使用される旅客列車の詳細については、en:Greater Anglia#Rolling Stockを参照のこと
ロンドンとノリッジとの間で電気機関車牽引（動力集中方式）の特急列車（インターシティ） (Electric locomotive-hauled inter city trains) が運行されている。近距離列車および近郊区間外まで走る普通列車 (Inner and outer suburban passenger trains) は電車（動力分散方式、electric multiple units）により運行されている。
列車は最高時速100マイル（160km）で運行される。
電気機関車・ディーゼル機関車牽引の貨物列車も運行される。

## 列車運行
ほぼ全ての列車が「ナショナル・エクスプレス・イースト・アングリア」のブランド名を使用するナショナル・エクスプレス・グループにより運行される。 2004年4月1日に、'one'ブランドによりフランチャイズが始まった。2007年5月の時点では、深夜にc2cによるバーキング駅までの列車が2本運行されている。これは、ロンドン・フェンチャーチ・ストリート駅がコスト削減運動のために午後早くに営業を終了し、全ての列車をリバプール・ストリート駅からの運行としていた、イギリス国鉄の時代に遡る。
ストラトフォード駅がカナリー・ワーフへの接続により重要性を増したものの、リバプール・ストリート駅は主要な旅客の目的地である。

### 本線
近郊区間外まで走る列車 (Outer suburban) およびインターシティ（特急列車）はリバプール・ストリート～シェンフィールドの間では列車線（急行線）を使用する。支線がロムフォード、シェンフィールド、ウィサム、マークス・テイ、コルチェスター、イプスウィッチ、Stowmarketおよびノリッジで分岐し、いくつかの目的地へは直通運転が行われる。全列車がシェンフィールドからコルチェスターまでは同じ線路を共有する。

### メトロ
高頻度の列車が近郊区間の駅が設置されているリバプール・ストリート駅～シェンフィールド駅間の緩行線で運行されている。日中時間帯の列車は1時間あたり6本の発着となっている。いくらかの列車はイルフォードもしくはギデア・パーク止まりとなる。
2009年までに、ストラトフォードからハロルド・ウッドまでの路線で、オイスター・カードでの支払による乗車 (Oyster Pay As You Go) をできるようにすることが計画されている 現在はリバプール・ストリートからストラトフォードまでの間使用できる。近郊区間の列車とストラトフォードとシェンフィールドの間の緩行線はクロスレールに吸収されると計画されている。

## 駅一覧
| 駅名                                                     | ゾ｜ン   | 本線 | メトロ | 接続する支線 | 地域                                 |
| -------------------------------------------------------- | -------- | ---- | ------ | --- | ------------------------------------ |
| London Liverpool Street ロンドン・リバプール・ストリート | 1        | ●    | ●      | | ロンドン シティ・オブ・ロンドン      |
| Stratford ストラトフォード                               | 3        | ●    | ●      | | ニューアム・ロンドン特別区           |
| Maryland メリーランド                                    | 3        | ｜   | ●      | | ニューアム・ロンドン特別区           |
| Forest Gate フォレスト・ゲート                           | 3        | ｜   | ●      | | ニューアム・ロンドン特別区           |
| Manor Park マナー・パーク                                | 3&4      | ｜   | ●      | | ニューアム・ロンドン特別区           |
| Ilford イルフォード                                      | 4        | ｜   | ●      | | レッドブリッジ・ ロンドン特別区      |
| Seven Kings セブン・キングス                             | 4        | ｜   | ●      | | レッドブリッジ・ ロンドン特別区      |
| Goodmayes グッドメヤーズ                                 | 4        | ｜   | ●      | | レッドブリッジ・ ロンドン特別区      |
| Chadwell Heath                                           | 5        | ｜   | ●      | | バーキング&ダゲナム・ ロンドン特別区 |
| Romford ロムフォード                                     | 6        | ●    | ●      | ロムフォード-アップミンスター線 （アップミンスター駅方面）                                                                          | ハヴァリング・ ロンドン特別区        |
| Gidea Park ギデア・パーク                                | 6        | ｜   | ●      | | ハヴァリング・ ロンドン特別区        |
| Harold Wood ハロルド・パーク                             | 6        | ｜   | ●      | | ハヴァリング・ ロンドン特別区        |
| Brentwood ブレントウッド                                 | ゾ｜ン外 | ｜   | ●      | | ブレントウッド                       |
| Shenfield シェンフィールド                               | ゾ｜ン外 | ●    | ●      | シェンフィールド-サウスエンド線 （サウスエンド・ヴィクトリアもしくはサウスミンスター方面）                                          | ブレントウッド                       |
| Ingatestone                                              | ゾ｜ン外 | ●    |        | | ブレントウッド                       |
| Chelmsford チェルムスフォード                            | ゾ｜ン外 | ●    |        | | チェルムスフォード                   |
| Hatfield Peverel                                         | ゾ｜ン外 | ●    |        | | ブレントリー                         |
| Witham ウィサム                                          | ゾ｜ン外 | ●    |        | ブレントリー支線 （ブレントリー方面）                                                                                               | ブレントリー                         |
| Kelvedon                                                 | ゾ｜ン外 | ●    |        | |                                      |
| Marks Tey マークス・テイ                                 | ゾ｜ン外 | ●    |        | ケインズバラ線 （サドベリー方面）                                                                                                   | コルチェスター                       |
| Colchester コルチェスター                                | ゾ｜ン外 | ●    |        | サンシャイン・コースト線 （クラクトン＝オン＝シー、ウォルトン＝オン＝ネイズ方面）                                                   | コルチェスター                       |
| Manningtree メンイングトリー                             | ゾ｜ン外 | ●    |        | メイフラワー線 （ハーウィッチ・タウン方面）                                                                                         | Tendring                             |
| Ipswich イプスウィッチ駅                                 | ゾ｜ン外 | ●    |        | フェリックスストウ支線 （フェリックスストウ方面） イースト・サフォーク線 （ローストフト方面）                                       | イプスウィッチ                       |
| Needham Market ニーダム・マーケット                      | ゾ｜ン外 | ●    |        | | ミッド・サフォーク                   |
| Stowmarket                                               | ゾ｜ン外 | ●    |        | イプスウィッチ-イーリー線 （イーリー、ケンブリッジ方面）                                                                            | ミッド・サフォーク                   |
| Diss                                                     | ゾ｜ン外 | ●    |        | | サウス・ノーフォーク                 |
| Norwich ノリッジ駅                                       | ゾ｜ン外 | ●    |        | ホウェリー・ラインズ （グレート・ヤーマス、ローストフト方面） ビターン線 （シェリンガム方面） ブレックランド線 （ケンブリッジ方面） | ノリッジ                             |

## References
1. 1 2 3  National Rail, Rail Services Around London & the South East, (2006)
2. 1 2 3 4 5 6 7 8  Network Rail - Route 7 - Great Eastern (PDF)
3. ↑  'one' - Welcome to 'one'
4. ↑  'one'。 - 'one'（列車運行会社）がOyster Pay As You Goの対応区間を広げる。
5. ↑  National Rail - Oyster Pay As You Go (PAYG) (PDF)